# Barrage d'Otrante
Le barrage d'Otrante est une opération navale de la Première Guerre mondiale. Le canal d'Otrante est le détroit qui permet de passer de l'Adriatique en Méditerranée. Il se situe entre les côtes albanaises et le talon de la péninsule italienne.

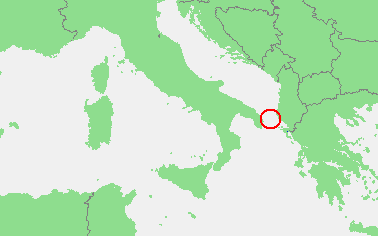
Localisation du détroit d'Otrante

Pendant la Première Guerre mondiale, les Alliés cherchaient à barrer ce détroit pour interdire aux navires de la marine austro-hongroise l'accès à la Méditerranée et d'y perturber les lignes de communication alliées. Le barrage est constitué de champs de mines, de patrouilles de chalutiers armés, ainsi que de forces de surface, principalement basées à Brindisi. Il est loin d'être hermétique et vise surtout à rendre difficile le passage des sous-marins austro-hongrois et allemands. Cela permet aussi de bloquer les quatre dreadnoughts austro-hongrois, même si une sortie de leur part est jugée peu probable. Le blocus mobilise 12 bâtiments de ligne alliés : 5 italiens, à Tarente, et 7 français, à Corfou.

## Description
Pour un article plus général, voir Bataille du détroit d'Otrante (1917).

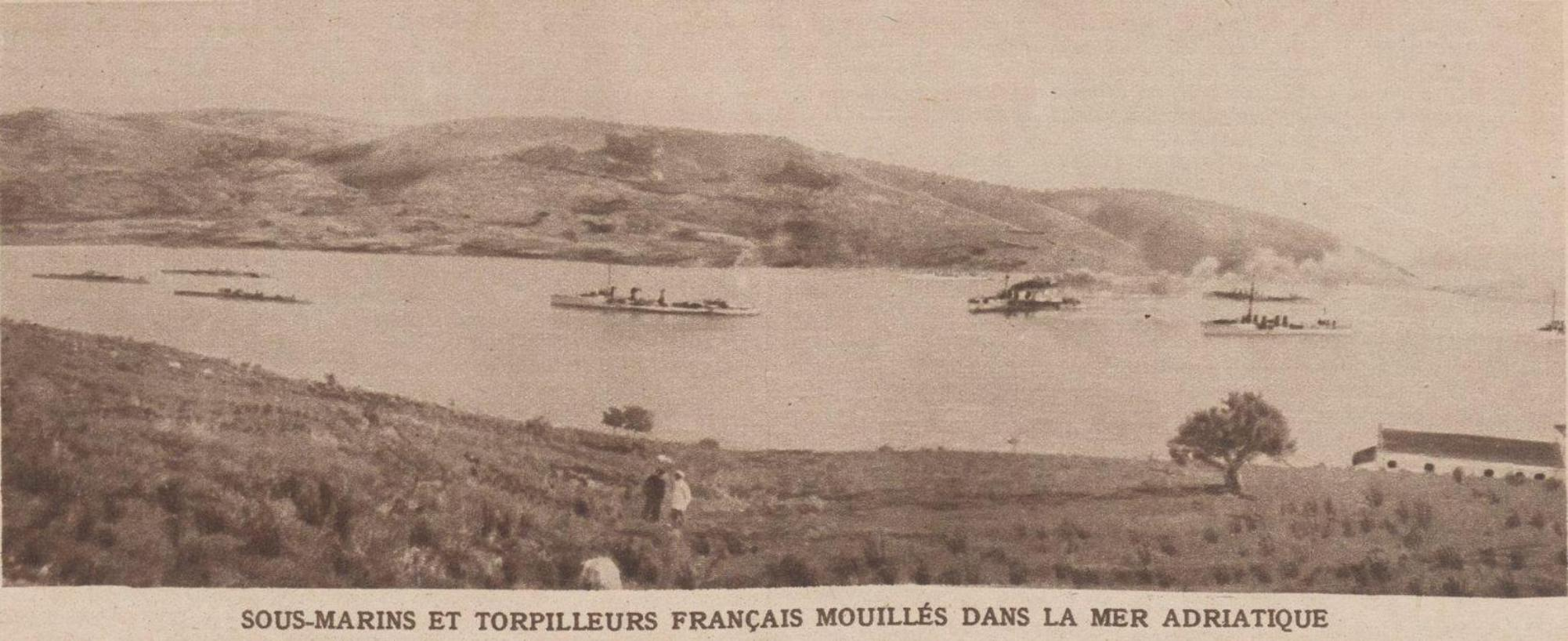
Sous-marins et torpilleurs français participant au blocus de l'Adriatique au début de 1915.

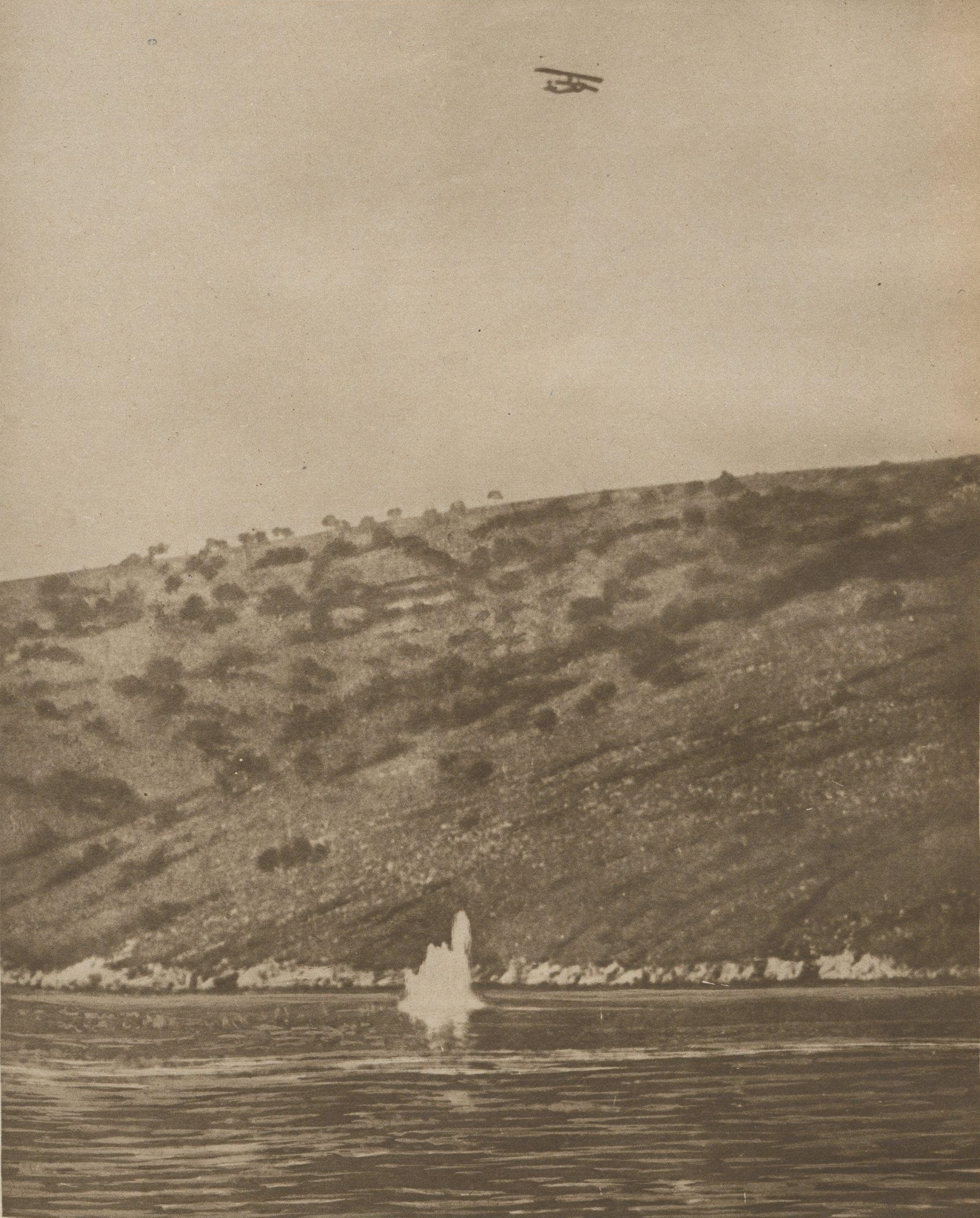
Avion français lançant une grenade sur un sous-marin en plongée au large de Durazzo, en 1917.

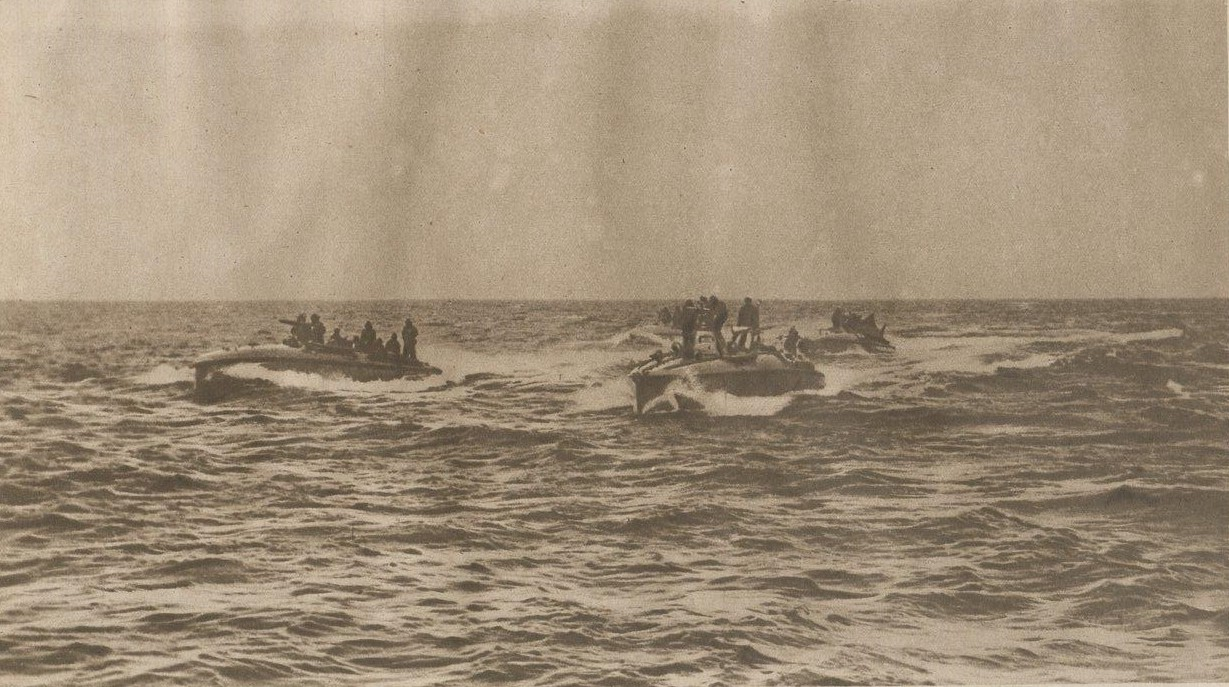
Vedettes rapides italiennes chargées de la chasse aux sous-marins dans l'Adriatique en 1917.

Le barrage ne commence à être réellement actif qu'au cours de la seconde quinzaine du mois de septembre 1915 avec l'arrivée de 65 harenguiers britanniques venant de la mer du Nord, de Hull. Traînant des filets de 20 mètres de haut et d'une longueur totale de près de 1 kilomètre, les bateaux de pêche, par groupes d'une demi-douzaine espacés de 3-4 milles marins, font des aller-retours en travers du détroit, espérant attraper, ou du moins détecter, des submersibles ennemis. Seul le bateau du chef de groupe est armé, d'un unique canon de 57 mm. En cas de rencontre, il doit appeler à l'aide et compter sur la rapidité des torpilleurs ou destroyers appelés en renfort.
À la fin de l'année 1915, il y a 100 de ces petits navires de pêche dont la moitié est à la mer. À cette même date, 10 sous-marins ont été attaqués et un réputé coulé.
Durant le mois de mai 1916, une conférence a lieu à Malte. Elle décide de porter la largeur du barrage à 80 milles marins. Espérant ainsi obliger les sous-marins à rester en plongée et épuiser leurs batteries, les laissant incapables de se défendre contre des forces qui patrouilleraient en dehors de la zone du barrage. Mais les alliés ne disposent pas d'un nombre suffisant de patrouilleurs pour couvrir une telle zone.
À la fin du mois d'octobre 1916, une nouvelle conférence a lieu à Tarente. Là, il est décidé que le barrage se tiendra sur le parallèle d'Otrante, avec une largeur de 15 nautiques. De jour, des vedettes de la Royal Navy britanniques patrouilleront entre Otrante et Leuca. Au nord, de ce barrage, 22 harenguiers et 18 torpilleurs de la Regia Marina italienne surveilleront. Au sud, ce seront des unités de la Marine nationale française. On installe aussi des vigies à Otrante et Saseno, ainsi que des postes d'écoute TSF. Près des côtes, des champs de mines et des sous-marins à l'affût. Enfin, 22 avions italiens, basés à Brindisi, 16 à Valona et 30 français à Corfou survoleront la zone.
De la sorte, c'est une zone de 60 milles marins qui est couverte en travers du détroit. Mais le barrage est peu dense et d'une efficacité relative. Il est divisé en trois zones. Au nord, les Italiens ; au centre les Britanniques ; au sud, les Français. Les deux premiers sont sous commandement italien ; les Français restant sous les ordres du commandant en chef de leur armée navale. Cette multiplicité des nationalités et des commandements n'est pas pour renforcer l'efficacité du barrage.
En 1917, c'est l'idée d'un barrage fixe qui fait son chemin. En avril, on donne aux harenguiers des filets plus hauts. On installe aussi sur certains d'entre eux des hydrophones. En octobre, sont posés les premiers éléments de barrages fixes. Mais, en deux mois, les tempêtes ont tout détruit.
Durant le mois de février 1918, on relance la pose d'un barrage fixe. Cinq mois plus tard, il est terminé. Il barre le détroit sur 66 km. Les filets sont des tronçons de 300 mètres environ. Ils sont placés sous la surface, à 10 mètres, et descendent jusqu'à 60 (les fonds du détroit atteignant la profondeur de 900 mètres par endroits). Ils sont supportés par des bouées et tenus par des ancres ou des blocs de béton. Ils portent des grenades. Un élément du filet peut être arraché, mais il déclenche alors l'explosion d'une grenade anti-sous-marine.
En plus du barrage fixe, il y a 7 lignes de patrouilles, les navires sont équipés d'hydrophones, D'autres tirent des ballons captifs, des sous-marins alliés patrouillent aussi. Du côté italien il y a 8 km de champs de mines avant le début du barrage. Le barrage a fini par devenir assez efficace mais très tardivement.

## Utilité
Pour les Austro-Hongrois et les Allemands qui viennent les renforcer, le passage du barrage est « énervant », mais pas difficile. Les navires passent sans rencontrer d'obstacles ou, quand ils rencontrent des adversaires, ceux-ci sont rarement de taille à les inquiéter.
Il ne faut pas en déduire que le barrage ne sert à rien. Plusieurs sous-marins sont coulés lors de leur tentative de passage et il participe, de loin, au blocus des grandes unités austro-hongroises.
De nombreuses escarmouches interviennent tout au long de la guerre. Il s'agit soit de navires de passage, ou de raids lancés par les Autrichiens pour détruire les éléments du barrage. Le combat le plus important d'entre toutes ces escarmouches a eu lieu le 15 mai 1917. C'est aussi lors d'une tentative austro-hongroise contre ce barrage que le cuirassé SMS Szent István est coulé par les torpilles d'une vedette italienne.

## Liste de combats sur le barrage d'Otrante

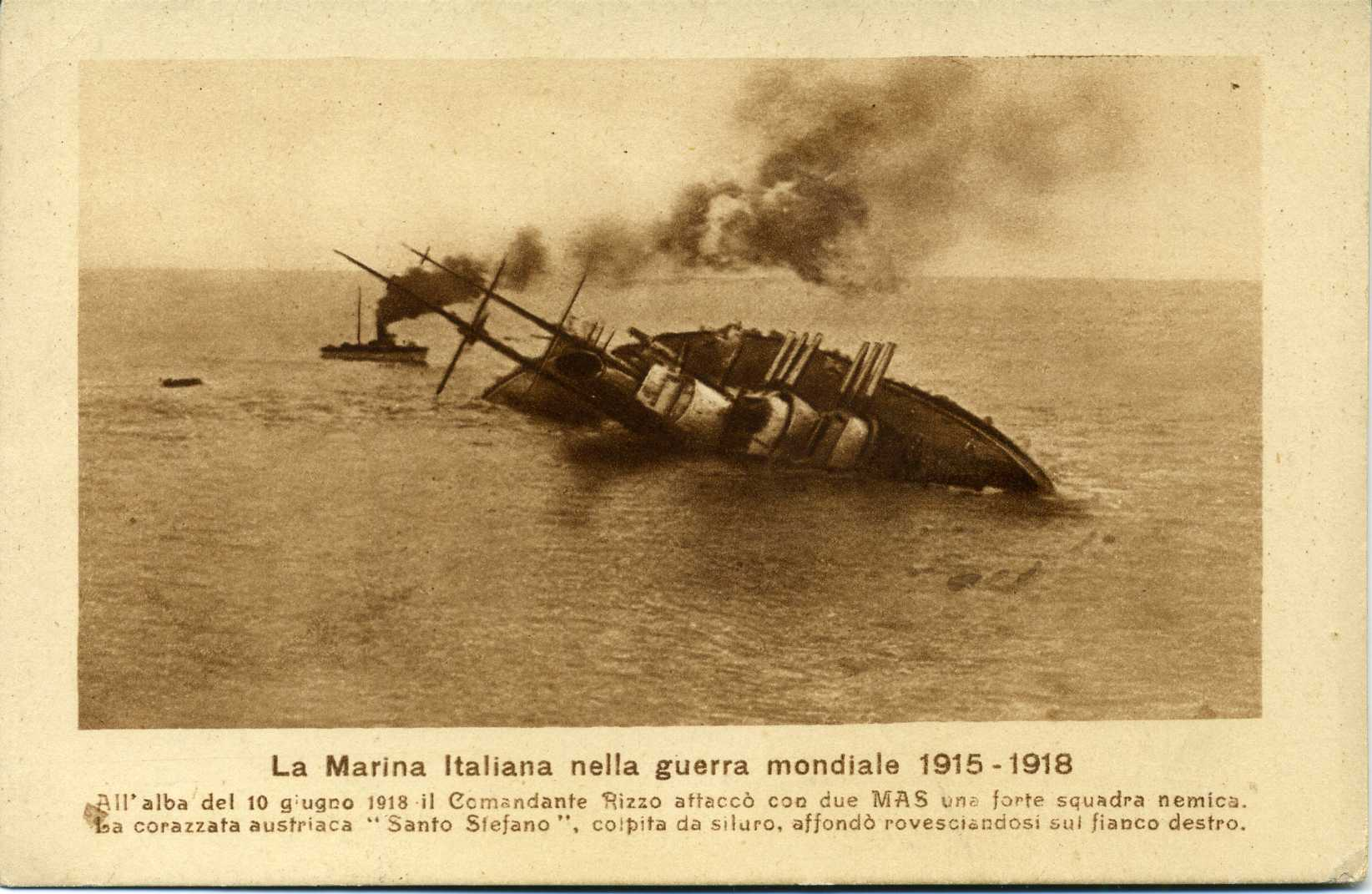
Les derniers moments du cuirassé autrichien Szent István torpillé par la marine italienne en 1918.

- 13 mai 1915 : Un premier sous-marin allemand, l'U-21, arrive à Cattaro. Il a passé le détroit sans encombre. Le 23 août, il est rejoint par l'U-34 et l'U-35. Ces sous-marins sont destinés à attaquer le trafic maritime en Méditerranée.
- 13 mai 1916 : l'U-6 se prend dans un filet, fait surface et est coulé au canon par les harenguiers de garde.
- 1er juin 1916 : 2 torpilleurs autrichiens coulent un harenguier.
- 12 juin 1916 : un sous-marin, repéré, lance une torpille sur un harenguier, le manque, mais s'échappe.
- 9 juillet 1916 : le croiseur SMS Novara coule un harenguier.
- 30 juillet 1916 : l'UB-44 essaie de franchir le barrage. Repéré, il est grenadé et coulé.
- 26 août 1916 : trois avions autrichiens bombardent et coulent un harenguier.
- 17 octobre 1916 : L'U-16 essaie de franchir le barrage et se prend dans un filet. Attaqué par le torpilleur italien Nembo, il réussit à le couler avec une torpille mais il est détruit par les grenades anti-sous-marines que portait sa victime et qui détonnent dans son naufrage.
- 22 décembre 1916 : à la nuit, 3 contre-torpilleurs autrichiens attaquent les harenguiers mais 6 contre-torpilleurs français aperçoivent le combat et interviennent. Aucune perte de chaque côté.
- 15 mai 1917 : Attaque austro-hongroise sur le barrage. C'est le plus important combat naval causé par le barrage.
- 21 février 1918 : le torpilleur italien Airone coule l'U-23 à l'aide d'une torpille remorquée.
- 23 mai 1918 : Le sous-marin britannique HMS H4, de garde au barrage, torpille le sous-marin austro-hongrois UB-52 qui cherchait à le franchir.
- 10 juin 1918 : Une force austro-hongroise, comprenant deux cuirassés et 7 torpilleurs, vise le barrage. L'opération avorte après le torpillage du cuirassé SMS Szent István par une vedette italienne[3].
- 3 août 1918 : l'U-23 est coulé par une des mines qu'il vient de poser à 25 milles marins d'Otrante.

## Sources
Les sources de cet article sont dans les deux premiers ouvrages cités en bibliographie. Pages 104 à 180 pour le premier, et pages 694 à 727 pour le second.

## Pour en savoir plus